# Claude Jade
Claude Jade (eredeti nevén Claude Marcelle Jorré) (Dijon, 1948. október 8. – Párizs, 2006. december 1.) francia színésznő.

## Élete

François Truffaut és Claude Jade harmadik közös filmjük, a Menekülő szerelem premierjén, 1979-ben

Angoltanárok lányaként született. Három évet töltött a dijoni Drámai Művészeti Konzervatóriumban, majd Párizsba költözött, Jean-Laurent Cochet tanítványa volt a VII. Edouard színházban. Televíziós műsorokban és a színpadon szerepelt. A Theatre Moderne színpadán játszott, amikor felfigyelt rá François Truffaut, aki beválogatta őt Christine szerepére a Lopott csókok című 1968-as filmbe. Az amerikai kritikus Pauline Kael úgy látta – nem alaptalanul –, hogy Jade hasonlít Catherine Deneuve-re, de kevésbé könnyed, inkább gyakorlatias. Mindenesetre a köztük lévő hasonlóság azonnal szembeötlő. François Truffaut, akkor 35 évesen, a 19 éves Claude Jade-et feleségül akarta venni. Eljegyezték egymást, de röviddel az esküvő előtt mégis szakítottak. Claude Jade Christine főszereplője a Családi fészek című filmnek, és a Menekülő szerelem filmben is szerepelt.
Truffaut filmjeiben Claude Jade egy bátor, megértő, modern fiatal nő képét mutatja. További nagy sikert aratott Nagybátyám Benjámin című filmben is. Annak érdekében, hogy elkerülje a róla kialakult kizárólag szimpatikus képet, más szerepeket különösen televíziós filmekben vállalt. Leghíresebb tévésorozata a Harminc koporsó szigete. Összességében közel 80 szerepet alakított filmen és televízióban. Színdarabokban is szerepelt.
Claude Jade játszott még Alfred Hitchcock Topáz című filmjében, valamint belga, olasz, japán, német és szovjet filmekben (Szergej Jutkevics Lenin Párizsban, Teherán 43 filmjeiben), valamint televíziós sorozatokban.
Halálát rosszindulatú szemüregi daganat okozta 58 esztendős korában.

## Filmjei
- 1968: Lopott csókok (Baisers volés)
- 1968: Modern Monte Cristo (Sous le signe de Monte-Cristo)
- 1969: Topáz (Topaz)
- 1969: Nagybátyám Benjámin (Mon oncle Benjamin)
- 1969: Le témoin
- 1970: Családi fészek (Domicile conjugal)
- 1971: Hajó a füvön (Le bateau sur l’herbe)
- 1972: Les feux de la chandeleur (1972)
- 1973: Otthon, édes otthon (Home Sweet Home)
- 1973: Prêtres interdits
- 1975: Le malin plaisir
- 1976: Le choix
- 1976: Kita no misaki – Cap du nord
- 1976: Gondolkodó robotok (Le collectionneur des cerveaux)
- 1977: Una spirale di nebbia (1977)
- 1978: Le pion
- 1979: Menekülő szerelem (L’amour en fuite)
- 1979: L’île aux trente cercueils, tévésorozat
- 1981: Lenin Párizsban (Lenyin v Parizse)
- 1981: Teherán 43 (Tegeran-43)
- 1982: Lise et Laura
- 1982: Randevú Párizsban (Rendez-vous in Paris)
- 1984: Une petite fille dans les tournesols
- 1984: Repülni könnyebb (Voglia di volare)
- 1987: L’homme qui n’était pas là (1987)
- 1987: A nagy titok (Le grand secret), tévésorozat
- 1992: Tableau d’honneur
- 1994: Bonsoir (1994)
- 1994: Eugénie Grandet
- 1995: Porté disparu
- 1998–2000: Tengerparti álmok (Cap des Pins), tévésorozat
- 2000: Az ellopott gyermek (Sans famille)
- 2006: Célimène et le cardinal